# Elliott Whitehead

a Compétitions nationales et continentales officielles uniquement.

b Matchs officiels uniquement.
Elliott Whitehead, né le 4 septembre 1989 à Bradford, est un joueur international anglais et britannique de rugby à XIII évoluant au poste de deuxième ligne, de troisième ligne ou de centre dans les années 2000 à 2020.
Elliott Whitehead pratique le rugby à XIII dans son enfance tout d'abord au West Bowling avant d'intégrer le club des Bradford Bulls à 14 ans. Il fait ses débuts avec ce dernier en Super League en 2009 parvenant à être titulaire dès ses vingt ans. Au cours de la saison 2013, n'entrant plus dans les plans de l'entraîneur de Bradford Francis Cummins, il s’engage dans le club français des Dragons Catalans. Titulaire dans ce dernier, il étoffe son jeu et sa régularité lui permet d'intégrer l'équipe d'Angleterre. En 2016, il change de Championnat et signe en Australie aux Canberra Raiders pour disputer la National Rugby League. Il dispute neuf saisons de NRL prenant part à 205 rencontres dont une finale en 2019 et y devient capitaine. En 2025, à 35 ans, il revient aux Dragons Catalans.
Deuxième ligne référence de la Super League puis de la National Rugby League, Elliott Whitehead compte également 27 sélections avec l'équipe d'Angleterre, prenant part aux éditions 2017 dont une finale et 2022 de la Coupe du monde, ainsi qu'aux éditions 2014 et 2016 du tournoi des Quatre Nations. Il prend également part à des rencontres avec la sélection de Grande-Bretagne lors de leur tournée en Océanie en 2019.

## Palmarès
- Collectif :
  - Finaliste de la Coupe du monde : 2017 (Angleterre).
  - Finaliste de la National Rugby League : 2019 (Canberra).

### Détails en sélection
| Matchs internationaux d'Elliott Whitehead avec l'Angleterre       | Matchs internationaux d'Elliott Whitehead avec l'Angleterre | Matchs internationaux d'Elliott Whitehead avec l'Angleterre | Matchs internationaux d'Elliott Whitehead avec l'Angleterre | Matchs internationaux d'Elliott Whitehead avec l'Angleterre | Matchs internationaux d'Elliott Whitehead avec l'Angleterre | Matchs internationaux d'Elliott Whitehead avec l'Angleterre | Matchs internationaux d'Elliott Whitehead avec l'Angleterre | Matchs internationaux d'Elliott Whitehead avec l'Angleterre | Matchs internationaux d'Elliott Whitehead avec l'Angleterre | Matchs internationaux d'Elliott Whitehead avec l'Angleterre | Matchs internationaux d'Elliott Whitehead avec l'Angleterre |
|                                                                   | Date                                                        | Adversaire                                                  | Résultat                                                    | Compétition                                                 | Poste                                                       | Points                                                      | Essais                                                      | Pen.                                                        | Drops                                                       |                                                             |                                                             |
| ----------------------------------------------------------------- | ----------------------------------------------------------- | ----------------------------------------------------------- | ----------------------------------------------------------- | ----------------------------------------------------------- | ----------------------------------------------------------- | ----------------------------------------------------------- | ----------------------------------------------------------- | ----------------------------------------------------------- | ----------------------------------------------------------- | ----------------------------------------------------------- | ----------------------------------------------------------- |
| 1.                                                                | 8 novembre 2014                                             | Nouvelle-Zélande                                            | 14-16                                                       | Quatre Nations                                              | Remplaçant                                                  | -                                                           | -                                                           | -                                                           | -                                                           |                                                             |                                                             |
| 2.                                                                | 24 octobre 2015                                             | France                                                      | 84-4                                                        | Amical                                                      | Deuxième ligne                                              | -                                                           | -                                                           | -                                                           | -                                                           |                                                             |                                                             |
| 3.                                                                | 1er novembre 2015                                           | Nouvelle-Zélande                                            | 26-12                                                       | Amical                                                      | Deuxième ligne                                              | -                                                           | -                                                           | -                                                           | -                                                           |                                                             |                                                             |
| 4.                                                                | 7 novembre 2015                                             | Nouvelle-Zélande                                            | 2-9                                                         | Amical                                                      | Deuxième ligne                                              | -                                                           | -                                                           | -                                                           | -                                                           |                                                             |                                                             |
| 5.                                                                | 14 novembre 2015                                            | Nouvelle-Zélande                                            | 20-14                                                       | Amical                                                      | Deuxième ligne                                              | 8                                                           | 2                                                           | -                                                           | -                                                           |                                                             |                                                             |
| 6.                                                                | 22 octobre 2016                                             | France                                                      | 40-6                                                        | Amical                                                      | Deuxième ligne                                              | -                                                           | -                                                           | -                                                           | -                                                           |                                                             |                                                             |
| 7.                                                                | 29 octobre 2016                                             | Nouvelle-Zélande                                            | 16-17                                                       | Quatre Nations                                              | Deuxième ligne                                              | -                                                           | -                                                           | -                                                           | -                                                           |                                                             |                                                             |
| 8.                                                                | 5 novembre 2016                                             | Écosse                                                      | 38-12                                                       | Quatre Nations                                              | Deuxième ligne                                              | 8                                                           | 2                                                           | -                                                           | -                                                           |                                                             |                                                             |
| 9.                                                                | 13 novembre 2016                                            | Australie                                                   | 18-36                                                       | Quatre Nations                                              | Deuxième ligne                                              | -                                                           | -                                                           | -                                                           | -                                                           |                                                             |                                                             |
| 10.                                                               | 6 mai 2017                                                  | Samoa                                                       | 30-10                                                       | Amical                                                      | Deuxième ligne                                              | -                                                           | -                                                           | -                                                           | -                                                           |                                                             |                                                             |
| 11.                                                               | 27 octobre 2017                                             | Australie                                                   | 4-18                                                        | Coupe du monde                                              | Deuxième ligne                                              | -                                                           | -                                                           | -                                                           | -                                                           |                                                             |                                                             |
| 12.                                                               | 4 novembre 2017                                             | Liban                                                       | 29-10                                                       | Coupe du monde                                              | Deuxième ligne                                              | -                                                           | -                                                           | -                                                           | -                                                           |                                                             |                                                             |
| 13.                                                               | 19 novembre 2017                                            | Papouas.-Nlle-Guinée                                        | 36-6                                                        | Coupe du monde                                              | Deuxième ligne                                              | -                                                           | -                                                           | -                                                           | -                                                           |                                                             |                                                             |
| 14.                                                               | 25 novembre 2017                                            | Tonga                                                       | 20-18                                                       | Coupe du monde                                              | Deuxième ligne                                              | 4                                                           | 1                                                           | -                                                           | -                                                           |                                                             |                                                             |
| 15.                                                               | 2 décembre 2017                                             | Australie                                                   | 0-6                                                         | Coupe du monde                                              | Deuxième ligne                                              | -                                                           | -                                                           | -                                                           | -                                                           |                                                             |                                                             |
| 16.                                                               | 24 juin 2018                                                | Nouvelle-Zélande                                            | 36-18                                                       | Amical                                                      | Deuxième ligne                                              | 8                                                           | 2                                                           | -                                                           | -                                                           |                                                             |                                                             |
| 17.                                                               | 17 octobre 2018                                             | France                                                      | 44-6                                                        | Amical                                                      | Deuxième ligne                                              | 4                                                           | 1                                                           | -                                                           | -                                                           |                                                             |                                                             |
| 18.                                                               | 27 octobre 2018                                             | Nouvelle-Zélande                                            | 18-16                                                       | Test match                                                  | Deuxième ligne                                              | -                                                           | -                                                           | -                                                           | -                                                           |                                                             |                                                             |
| 19.                                                               | 4 novembre 2018                                             | Nouvelle-Zélande                                            | 20-14                                                       | Test match                                                  | Deuxième ligne                                              | -                                                           | -                                                           | -                                                           | -                                                           |                                                             |                                                             |
| 20.                                                               | 11 novembre 2018                                            | Nouvelle-Zélande                                            | 0-34                                                        | Test match                                                  | Deuxième ligne                                              | -                                                           | -                                                           | -                                                           | -                                                           |                                                             |                                                             |
| 21.                                                               | 15 octobre 2022                                             | Samoa                                                       | 60-6                                                        | Coupe du monde                                              | Deuxième ligne                                              | 8                                                           | 2                                                           | -                                                           | -                                                           |                                                             |                                                             |
| 22.                                                               | 22 octobre 2022                                             | France                                                      | 42-18                                                       | Coupe du monde                                              | Deuxième ligne                                              | 4                                                           | 1                                                           | -                                                           | -                                                           |                                                             |                                                             |
| 23.                                                               | 5 novembre 2022                                             | Papouas.-Nlle-Guinée                                        | 46-6                                                        | Coupe du monde                                              | Deuxième ligne                                              | -                                                           | -                                                           | -                                                           | -                                                           |                                                             |                                                             |
| 24.                                                               | 12 novembre 2022                                            | Samoa                                                       | 26-27                                                       | Coupe du monde                                              | Deuxième ligne                                              | 4                                                           | 1                                                           | -                                                           | -                                                           |                                                             |                                                             |
| 25.                                                               | 22 octobre 2023                                             | Tonga                                                       | 22-18                                                       | Test match                                                  | Deuxième ligne                                              | -                                                           | -                                                           | -                                                           | -                                                           |                                                             |                                                             |
| 26.                                                               | 28 octobre 2023                                             | Tonga                                                       | 14-4                                                        | Test match                                                  | Deuxième ligne                                              | -                                                           | -                                                           | -                                                           | -                                                           |                                                             |                                                             |
| 27.                                                               | 4 novembre 2023                                             | Tonga                                                       | 26-4                                                        | Test match                                                  | Deuxième ligne                                              | 4                                                           | 1                                                           | -                                                           | -                                                           |                                                             |                                                             |
| Matchs internationaux d'Elliott Whitehead avec la Grande-Bretagne |                                                             |                                                             |                                                             |                                                             |                                                             |                                                             |                                                             |                                                             |                                                             |                                                             |                                                             |
|                                                                   | Date                                                        | Adversaire                                                  | Résultat                                                    | Compétition                                                 | Poste                                                       | Points                                                      | Essais                                                      | Pen.                                                        | Drops                                                       |                                                             |                                                             |
| 1.                                                                | 26 octobre 2019                                             | Tonga                                                       | 6-14                                                        | Amical                                                      | Deuxième ligne                                              | 0                                                           | 0                                                           | -                                                           | -                                                           |                                                             |                                                             |
| 2.                                                                | 2 novembre 2019                                             | Nouvelle-Zélande                                            | 8-12                                                        | Amical                                                      | Deuxième ligne                                              | 0                                                           | 0                                                           | -                                                           | -                                                           |                                                             |                                                             |
| 3.                                                                | 9 novembre 2019                                             | Nouvelle-Zélande                                            | 8-23                                                        | Amical                                                      | Deuxième ligne                                              | 0                                                           | 0                                                           | -                                                           | -                                                           |                                                             |                                                             |
| 4.                                                                | 16 novembre 2019                                            | Papouas.-Nlle-Guinée                                        | 10-28                                                       | Amical                                                      | Deuxième ligne                                              | 0                                                           | 0                                                           | -                                                           | -                                                           |                                                             |                                                             |

### Détails en club
| Saison | Saison           | Championnat           | Championnat  | Championnat | Championnat | Championnat | Championnat | Championnat | Coupe         | Coupe      | Coupe | Coupe | Coupe | Coupe | Coupe | Sélection | Sélection | Sélection | Sélection | Sélection | Sélection | Sélection |
| Saison | Saison           | Comp.                 | Class.       | M           | Pts         | Ess.        | Buts        | Dp.         | Comp.         | Class.     | M     | Pts   | Ess.  | Buts  | Dp.   | Comp.     | M         | Pts       | Ess.      | Buts      | Dp.       |           |
| ------ | ---------------- | --------------------- | ------------ | ----------- | ----------- | ----------- | ----------- | ----------- | ------------- | ---------- | ----- | ----- | ----- | ----- | ----- | --------- | --------- | --------- | --------- | --------- | --------- | --------- |
| 2009   | Bradford Bulls   | Super League          | 9e           | 7           | 4           | 1           | -           | -           | Challenge Cup | 4e tour    | 0     | -     | -     | -     | -     |           |           |           |           |           |           |           |
| 2010   | Bradford Bulls   | Super League          | 10e          | 26          | 32          | 8           | -           | -           | Challenge Cup | 1/4 finale | 3     | 4     | 1     | -     | -     |           |           |           |           |           |           |           |
| 2011   | Bradford Bulls   | Super League          | 10e          | 24          | 24          | 6           | -           | -           | Challenge Cup | 1/8 finale | 2     | 8     | 2     | -     | -     |           |           |           |           |           |           |           |
| 2012   | Bradford Bulls   | Super League          | 9e           | 26          | 48          | 12          | -           | -           | Challenge Cup | 1/8 finale | 2     | 12    | 3     | -     | -     |           |           |           |           |           |           |           |
| 2013   | Bradford Bulls   | Super League          | 9e           | 17          | 12          | 3           | -           | -           | Challenge Cup | 1/8 finale | 2     | 12    | 3     | -     | -     |           |           |           |           |           |           |           |
| 2013   | Dragons Catalans | Super League          | 1er tour     | 8           | 4           | 1           | -           | -           | Challenge Cup | 1/4 finale | 0     | -     | -     | -     | -     |           |           |           |           |           |           |           |
| 2014   | Dragons Catalans | Super League          | 1/2 finale   | 27          | 72          | 18          | -           | -           | Challenge Cup | 1/8 finale | 1     | -     | -     | -     | -     | QN        | 1         | -         | -         | -         | -         |           |
| 2015   | Dragons Catalans | Super League          | 7e           | 30          | 44          | 11          | -           | -           | Challenge Cup | 1/4 finale | 2     | 8     | 2     | -     | -     |           | 4         | 8         | 2         | -         | -         |           |
| 2016   | Canberra Raiders | National Rugby League | finale prél. | 27          | 24          | 6           | -           | -           |               |            |       |       |       |       |       | QN        | 4         | 8         | 2         | -         | -         |           |
| 2017   | Canberra Raiders | National Rugby League | 10e          | 23          | 20          | 5           | -           | -           |               |            |       |       |       |       |       | CM        | 6         | -         | -         | -         | -         |           |
| 2018   | Canberra Raiders | National Rugby League | 10e          | 24          | 40          | 10          | -           | -           |               |            |       |       |       |       |       |           | 5         | 12        | 3         | -         | -         |           |
| 2019   | Canberra Raiders | National Rugby League | Finaliste    | 27          | 12          | 3           | -           | -           |               |            |       |       |       |       |       |           | 4         | -         | -         | -         | -         |           |
| 2020   | Canberra Raiders | National Rugby League | finale prél. | 22          | 20          | 5           | -           | -           |               |            |       |       |       |       |       |           |           |           |           |           |           |           |
| 2021   | Canberra Raiders | National Rugby League | 10e          | 21          | 16          | 4           | -           | -           |               |            |       |       |       |       |       |           |           |           |           |           |           |           |
| 2022   | Canberra Raiders | National Rugby League | 2e tour      | 22          | 12          | 3           | -           | -           |               |            |       |       |       |       |       | CM        | 4         | 16        | 4         | -         | -         |           |
| 2023   | Canberra Raiders | National Rugby League | 1er tour     | 23          | 12          | 3           | -           | -           |               |            |       |       |       |       |       |           | 3         | 4         | 1         | -         | -         |           |
| 2024   | Canberra Raiders | National Rugby League | 9e           | 16          | 20          | 5           | -           | -           |               |            |       |       |       |       |       |           |           |           |           |           |           |           |
| 2025   | Dragons Catalans | Super League          |              |             |             |             |             |             | Challenge Cup | 1/2 finale | 4     | 4     | 1     | -     | -     |           |           |           |           |           |           |           |